# أرماند زالومون
أرماند زالومون (بالهولندية: Armand Salomon)‏ هو مدرب كرة سلة هولندي، ولد في 2 فبراير 1962 في لاهاي في هولندا.